# 멘탈 (2012년 영화)
《멘탈》(영어: Mental)은 2012년 공개된 오스트레일리아의 코미디 영화이다.

## 출연

### 주연
- 리브 슈라이버
- 토니 콜렛
- 안소니 라파글리아
- 캐롤라인 구덜

### 조연
- 데보라 메일맨
- 케리 폭스
- 레베카 기브니
- 샘 클락
- 나타샤 바셋

## 기타
- 의상: 팀 채펠

## 같이 보기
- 오스트레일리아 영화